# 1999년 아시안 슈퍼컵
1999년 아시안 슈퍼컵은 아시안 슈퍼컵의 5번째 대회이다. 일본의 주빌로 이와타가 1998-99년 아시안 클럽 챔피언십의 우승 팀 자격으로, 사우디아라비아의 알이티하드가 1998-99년 아시안 컵위너스컵의 우승 팀 자격으로 대회에 참가했다. 주빌로 이와타와 알이티하드는 1,2차전 합계 2-2의 스코어를 기록했으나 원정 다득점에 의해 주빌로 이와타가 우승 팀이 되었다.

## 경기
| 팀 1          | 합계  | 팀 2       | 1차전 | 2차전 |
| ------------- | ----- | ---------- | ----- | ----- |
| 주빌로 이와타 | 2-2 a | 알이티하드 | 1-0   | 1-2   |

### 1차전
| 주빌로 이와타 | 1 – 0 | 알이티하드 |
| ------------- | ----- | ---------- |
| 나카야마 ?′   |       |            |

### 2차전
| 알이티하드                       | 2 – 1 | 주빌로 이와타 |
| -------------------------------- | ----- | ------------- |
| 알야미 78′ · 마호메드 하이더 90′ |       | 나카야마 58′  |